# Abbaye de Whalley
L’abbaye de Whalley est une ancienne abbaye cistercienne située dans la paroisse civile de Whalley (Lancashire, Angleterre). Elle est fondée en 1172 par l'abbaye de Combermere, sur la péninsule de Wirral, à Stanlaw (en) ; mais le milieu inhospitalier et les fréquentes inondations conduisent les moines à déménager à Whalley en 1296.
Le nouveau site, bien plus favorable, est également beaucoup plus convoité. Les moines sont en butte à de nombreuses difficultés administratives provenant de personnes haut placées qui revendiquent le site de Whalley ou contestent les droits des moines. Plusieurs fois, le conflit remonte jusqu'au roi et au pape.
Lors de la Réforme anglaise, l'abbaye est dissoute en 1537.

## Localisation
L'abbaye de Whalley est située sur la rive droite de la Calder (en), un affluent de rive gauche de la Ribble. Elle fait partie du village de Whalley, dont elle constitue l'extrémité sud-ouest.

## Histoire

### Fondation à Stanlaw

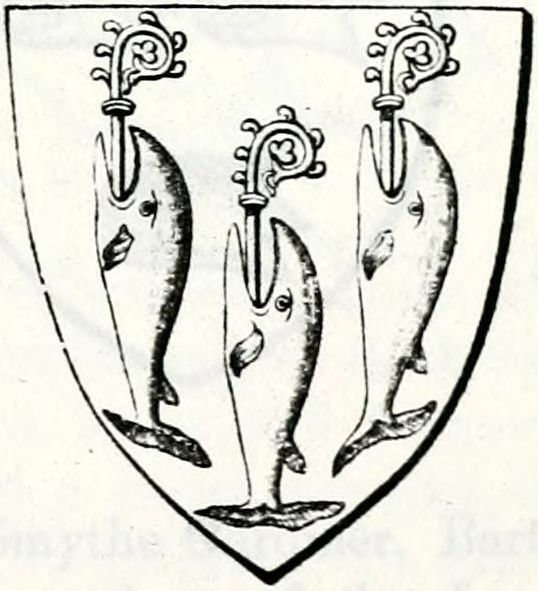
Les armes de l'abbaye de Whalley, souvenir de leur première implantation en bord de mer.

L'abbaye est initialement fondée à Stanlaw (en) (ou Stanley). Elle est alors implantée au fond de l'estuaire de la Mersey entre celui-ci et l'actuel canal maritime de Manchester. La charte de fondation est datée de 1178, et est signée de John fitz Richard (en). Ranulph de Blondeville accorde également des dons, concessions et exemptions supplémentaires aux moines. Roger de Lacy (en), fils de John FitzRichard, poursuit les donations faites par son père, et plus encore à partir du moment où il assume le titre d'Honour of Pontefract (en) reçu de son parent Robert à la mort de ce dernier en 1193. Roger décède en 1211 et est enterré à Stanlaw ; son fils John de Lacy pousse encore plus loin ses libéralités envers l'abbaye qu'a fondée sa famille.
L'importante extension territoriale de Stanlaw lui vaut quelques conflits, soit avec d'autres maisons cisterciennes, notamment avec Poulton (en) en 1234, ou avec d'autres ordres religieux, notamment les Hospitaliers de Saint-Jean au tout début du XIIIe siècle. Ces conflits se règlent à l'amiable, pas toujours en faveur de Stanlaw. Cependant, petit à petit, les biens et possessions de l'abbaye, à l'instar de ceux de ses bienfaiteurs, se déplacent vers le centre du Lancashire. Les moines ne peuvent que constater le décalage croissant entre le confort et la richesse de leurs possessions et les conditions matérielles difficiles de l'abbaye, dont le sol est pauvre et le site battu par la mer. Une pétition des moines adressée au pape affirme que chaque année, lors des marées d'équinoxe du printemps, les bâtiments sont recouverts de trois à cinq pieds d'eau, ce qui est considéré par les historiens récents comme une large exagération, le monastère étant placé environ douze pieds au-dessus du niveau des marées hautes ordinaires. En 1279, une inondation plus destructrice que d'ordinaire fait fléchir Henry de Lacy et le pousse à accepter la suppression de l'abbaye. La communauté est alors transférée sur une de ses possessions largement agrandie pour l'occasion, à Whalley.

### Nouvelle fondation à Whalley

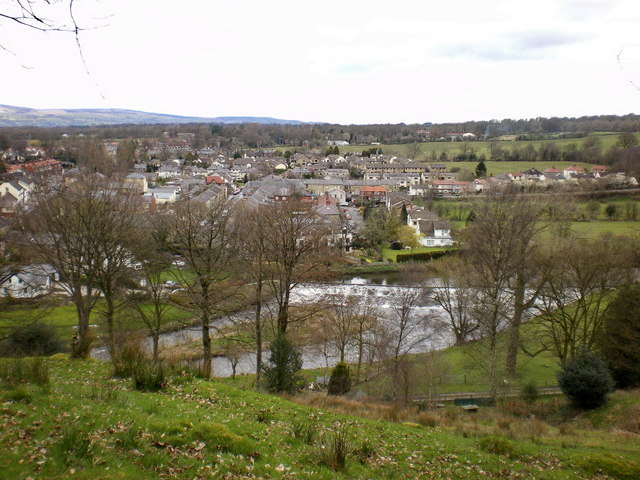
Le village de Whalley où est implanté l'abbaye.

Une mainmorte est obtenue du roi le 24 décembre 1283, et Lacy autorise le déplacement de l'abbaye le 1er janvier suivant, à condition que les cendres de tous ses ancêtres soient transférées dans la nouvelle abbaye, qu'Henri souhaite nommer Locus benedictus (« Lieu-béni »). Le comte de Lincoln Roger de Lacy, l'évêque de Lichfield Roger de Meyland (en) et le roi Édouard Ier valident tous trois le transfert, ce qui n'empêche pas certaines frustrations et même des procès. Whalley est en tout cas situé au cœur des possessions de l'abbaye dans le Lancashire, ce qui en fait un lieu privilégié d'implantation. Cinq moines demeurent à Stanlaw avec l'ancien abbé Robert Haworth, tant que l'ancienne abbaye est habitable, tandis que les vingt autres sous la conduite du nouvel abbé Gregory of Norbury gagnent Whalley.
La nouvelle fondation aurait pu ne pas voir le jour ou du moins être retardée si la nouvelle de l'élection de Boniface VIII était arrivée plus tôt en Angleterre. En effet, celui-ci s'empresse d'annuler de nombreuses dispositions prises par Nicolas IV (le règne de Célestin V ayant été trop court pour qu'y soient prises des décisions importantes). Parmi les documents pontificaux ainsi annulés figurent la bulle approuvant le transfert de Stanlaw à Whalley. Aussitôt que la nouvelle est connue, la communauté envoie l'un des siens, Richard de Rudyard, en mission diplomatique à Rome. À force d'insistance et de pots-de-vin, une nouvelle bulle favorable à Whalley est édictée le 20 juin 1297. Cependant, le conflit avec l'évêque de Lichfield et Coventry Walter Langton (en) persiste, au point que ce dernier est suspendu de ses fonctions par Boniface VIII de mai 1301 à juin 1303. Durant cette suspension, les moines de Whalley en profitent pour s'installer plus durablement dans leur nouveau monastère, installation qui est validée le 26 mai 1302 par l'arbitre désigné en la personne de l'abbé de Rewley.

### Le développement difficile de l'abbaye
Le retour à l'évêché de Walter Langton apporte de nouveaux conflits, allant jusqu'à des peines d'excommunication, ce que les abbés de Rewley, Furness et Vale Royal annulent. Mais la mort de Boniface VIII redonne à Langton une position de force, dont il use pour faire condamner l'abbaye de Whalley à une forte amende de mille marcs. Les cisterciens envisagent sérieusement de quitter Whalley, mais Clément V leur ordonne de rester en janvier 1306. Dix ans plus tard, les tracasseries persistant, la communauté continue d'envisager un déménagement ; un site est même trouvé dans l'actuel quartier de Toxteth à Liverpool, et donné aux moines par Thomas de Lancastre le 25 juillet 1316, l'accord du roi ayant été obtenu. Mais une opposition venant de l'Église, sans que les sources précisent si cette opposition est celle de l'évêque ou du pape, empêche le projet d'aboutir. Le don semble alors avoir été annulé.
Un autre problème apparaît rapidement : l'abbaye de Whalley est située à seulement six milles au nord-est de celle de Sawley. Cette proximité engendre des conflits de voisinage. Un arbitrage devient nécessaire en 1305, qui réconcilie les deux maisons et leur permet de nouer des liens susceptibles d'éviter à l'avenir les interactions négatives. Mais de nouveaux conflits surgissent alors, plus particulièrement avec Combermere, l'abbaye-mère de Stanlaw et donc de Whalley. Cette dernière impose en effet une contribution jugée démesurée à sa fondation, lui faisant payer autant qu'elle-même et ses deux autres filles, Dieulacres et Hulton, réunies. L'affaire remonte jusqu'à l'abbaye de Savigny qui la porte devant le chapitre général cistercien. Ce dernier fait droit à Whalley et réduit sa contribution annuelle. Au milieu des années 1360, Richard de Chester, abbé de Combermere, fait ingérence dans l'élection de l'abbé de Whalley pour tenter d'imposer son candidat Wiliam Banaster en lieu et place de Lindley, ce qui contraint ce dernier à faire appel aux autorités civiles pour le défendre.
Toutes ces affaires contentieuses expliquent la lenteur de la construction de l'abbaye nouvelle sur le site de Whalley. En 1362, soit soixante-six ans après le déménagement, les moines sont dispensés de toute participation aux dépenses générales de l'Ordre cistercien afin de pouvoir terminer leur abbaye. Malgré cette dispense, la dette s'accroît et dépasse sept cents livres sterling en 1366. Ces difficultés financières vont de pair avec un faible recrutement. L'abbaye de Whalley, prévue pour une communauté de soixante moines, n'en accueille vers cette date que vingt-neuf.
En dehors de ses démêlés judiciaires bien renseignés, l'abbaye est relativement peu connu car elle n'a pas produit de chronique passée à la postérité. Le seul document digne d'intérêt historiographique est un registre s'étendant de 1296 à 1346, le Liber Loci Benedicti de Whalley, qui comprend en particulier deux poème politiques datés des premières années du règne d'Édouard III.  Peu avant la dissolution, les dépenses de l'abbaye augmentent brusquement, et en particulier les achats de viande et de boissons. Cela pourrait être dû au moins en partie à l'augmentation brutale du nombre de moines ou d'hôtes accueillis ; ou bien cela peut témoigner d'un relâchement très rapide de la règle, en particulier de la part de l'abbé John Paslew. Cela dit, lors de l'inspection de 1535, un seul des moines est jugé « immoral ».

### Liste des abbés connus
- Abbés de Stanlaw :
  - Ralph, premier abbé, mort le 24 août 1209
  - Osbern à des dates inconnues
  - Charles, attesté en 1226 et en 1244
  - Peter à des dates inconnues
  - Simon, attesté en octobre 1259, mort le 7 décembre 1268
  - Richard of Thornton, mort le 7 décembre 1269
  - Richard Norbury ou Northbury, mort le 1er janvier 1272 ou 1273
  - Robert Haworth, démissionne avant le 8 juin 1292 et mort le 22 avril 1304
- Abbés de Whalley :
  - Gregory of Norbury ou Northbury, attesté en 1292, mort le 22 janvier 1309 ou 1310
  - Eliasof Worsley, démissionne à une date inconnue, mort en 1318
  - John of Belfield, mort le 25 juillet 1323
  - Robert of Topcliffe, démissionne au plus tard en 1342, mort le 20 février 1350 ou 1351
  - John Lindley, attesté en 1342 et en 1377
  - William Selby, attesté le 19 mars 1379 ou 1380, et peut-être le 25 avril 1383
  - Nicholas of York, attesté en 1392, mort en 1417 ou 1418
  - William Whalley, attesté le 7 avril 1418 et le 5 août 1426, mort en 1434
  - John Eccles, mort en 1442 ou 1443
  - Nicholas Billington, attesté vers 1445 et en août 1447
  - Robert Hamond à des dates inconnues
  - William Billington à des dates inconnues
  - Ralph Clitheroe ou Slater, attesté en 1464 et 1467
  - Ralph Holden, élu en 1472, mort en 1480 ou 1481
  - Christopher Thornbergh, élu en 1481, mort en 1486 ou 1487
  - William Read, élu en 1487, mort le 13 juillet 1507
  - John Paslew, élu le 7 août 1507, exécuté le 10 mars 1537[6]

### Dissolution
L'abbaye de Whalley est très impliquée dans le pèlerinage de Grâce, Nicholas Tempest étant venu avec quatre cents hommes à Whalley et y ayant reçu une aide matérielle. Peu après, une lettre de Paslew à l'abbé de Hailes est interceptée par les services de la Couronne. Un élément incriminant est apparemment contenu dans cette lettre, puisque l'abbé de Whalley est aussitôt amené à Lancaster, jugé et exécuté le10 mars 1537. Avec lui, le moine William Haydock est également condamné à mort, mais il est exécuté à l'abbaye même. le roi ordonne ensuite la saisie de tous les biens du monastère, et la dispersion des moines dans d'autres communautés. Le roi fait seulement retirer le plomb de la toiture de l'abbatiale, mais laisse le reste en l'état. L'abbaye reste propriété personnelle de la Couronne jusqu'au 6 juin 1553. À cette date, l'ensemble des terres est vendu à John Braddyl et les bâtiments à Richard Assheton,.
La famille de ce dernier aménage petit à petit l'ensemble monastique en résidence privée. Le logis de l'abbé et l'infirmerie sont totalement démantelés, fondations comprises ; une grande maison les remplace et subsiste encore. Vers 1660, la plus grande partie de l'église, le dortoir des moines et l'aile sud du cloître sont également démolis, pour laisser la place à une extension de la demeure qui est terminée en 1694. À la fin du XVIIIe siècle, l'aînée des Assheton, ayant épousé Nathaniel Curzon, s'installe dans le Derbyshire avec lui et laisse Whalley à l'abandon ; durant cette période, la ruine s'accélère fortement. En 1836, son petit-fils Richard Curzon-Howe le vend à John Taylor, peintre de calicot. Ce dernier le cède à John Hergraves, qui y mène une restauration néogothique. En 1900, c'est John Clegg qui l’acquiert. En 1923, le diocèse de Manchester rachète le site, puis le cède trois ans plus tard au diocèse de Blackburn. Ce dernier en fait une maison d'accueil spirituel et un centre de rencontres et de formation. En 1971, une bande de terrain située au nord et comprenant la porte nord-ouest est rétrocédée à l'État. Les ruines sont ouvertes au public,.
Les premières fouilles archéologiques datent de 1798 ; une nouvelle campagne suit en 1813. Ces deux études permettent de retrouver plusieurs squelettes sous le presbytère, ainsi que la pierre tombale de l'abbé William Lindley. En 1930, de nouvelles fouilles permettent le dégagement des fondations de l'église abbatiale et d'en comprendre le plan.

## Architecture
L'abbaye est bâtie en grès taillé. Les vestiges subsistants les plus importants sont la porte nord-est, du côté du village, le mur nord qui conserve quelques bastions, le logement de l'abbé, la chapelle de Peter de Chester, le passage situé au nord-ouest et les fondations de la nef. Le plan cistercien traditionnel est respecté, mais l'exiguïté du site et la direction de la rivière a contraint les bâtisseurs à tourner ce plan de plusieurs degrés, le chœur étant orienté plus au sud que la stricte orientation vers l'est traditionnelle. Le cloître est donc situé sur le côté droit, au sud-sud-est de la nef, entouré comme dans la plupart des abbayes cisterciennes de l'aile des moines à l'est-sud-est, l'aile du réfectoire au sud-sud-ouest et de l'aile des convers à l'ouest-nord-ouest. Les bâtiments subsistants de l'abbaye et ceux qui ont été construits sur le site par la suite ont été transformés en centre de conférence.

### La chapelle
La chapelle construite par Peter de Chester date de la fin du XIIIe siècle, recteur de l'église paroissiale de Whalley (en).

### La porte nord-ouest

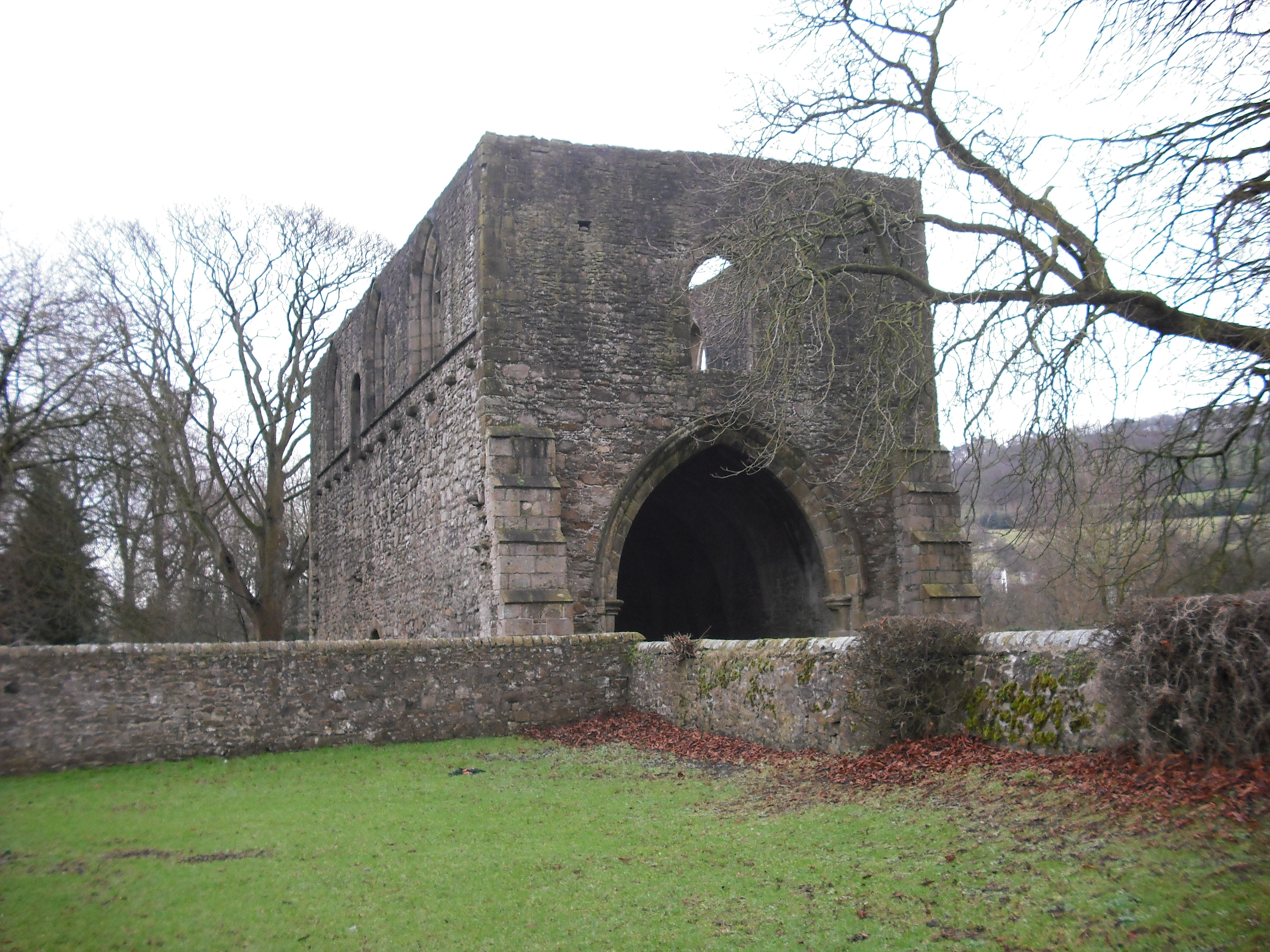
Porte nord-ouest de l'abbaye.

La porte nord-ouest est un des rares éléments parfaitement conservés de l'abbaye médiévale. Elle a été commencée en 1320 et est également classée à part en tant que monument national de grade I, sous le numéro 1362365, depuis le 13 février 1967. C'est un bâtiment d'environ vingt-cinq mètres de longueur sur une largeur d'un peu moins de douze mètres, à deux étages, le rez-de-chaussée formant le passage proprement dit, avec une arche ogivale à chaque extrémité. La route carrossable passe sous cette arche, ainsi qu'un passage piéton ménagé sur un petit trottoir latéral au sud. Les murs extérieurs oriental et occidental sont contrebutés. Le premier étage, dont le toit a disparu, est percé de plusieurs baies ogivales. Il s'agisait probablement d'une chapelle à destination des hôtes de passage,.
L'entrée actuelle s'effectue par la porte nord-est, située à cent trente mètres environ de la précédente, et qui date de 1480. Cette poterne est dotée de massifs vantaux en bois renforcés de fer forgés, et qui sont estimés d'origine. Ce bâtiment, comme la porterie du nord-ouest, est à deux niveaux, mais celui-ci a conservé sa toiture, qui forme terrasse. Du côté occidental, un escalier en colimaçon donne accès à une chambre haute ainsi qu'à la terrasse crénelée. De vastes bâtiments bas jouxtent cette porte à l'est : il s'agit probablement des écuries.

### L'église abbatiale
L'église constitue dans l’histoire de Whalley un chantier long, qui commence en 1330 pour ne s'achever, suivant les sources, qu'en 1380 ou 1388. Une particularité de Whalley par rapport au plan cistercien traditionnel est que chaque transept compte trois chapelles latérales et non deux. Le transept méridional, plus étroit, comportait classiquement un escalier d'accès au dortoir des moines jouxtant la porte d'accès à la sacristie. Dans cette branche du transept se trouvent trois fragments de pierre tombale, qui sont celles de moines du monastère et non de bienfaiteurs. Dans la branche septentrionale, plus large car flanquée à l'ouest d'un bas-côté, ont été retrouvés quatre autres fragments de pierres tombales. À l'instar d'un grand nombre d'abbatiales cisterciennes anglaises, le clocher était situé sur une tour surplombant la croisée du transept,.
Le chœur était entouré d'une clôture de chœur fermé de tous côtés sauf en direction de l'ouest. Un déambulatoire périphérique était utilisé pour des processions le dimanche ou lors des fêtes liturgiques. Un autel moderne a été reconstruit au fond de l'ancien chœur, à l'intérieur de la clôture dont les fondations subsistent. C'est dans le chœur qu'ont été retrouvées les seules traces des pierres tombales de biefaiteurs de Whalley, la famille de Lacy.
La nef mesurait 52,5 mètres de longueur, et était flanquée de bas-côtés. Comme pour le reste de l'abbatiale, il n'en reste que les fondations de quelques colonnes, à l'exception d'une partie du mur méridional qui a été conservée sur une hauteur d'environ trois mètres. Toute la partie occidentale de l'ancienne église abbatiale a disparu, une chapelle dédiée aux martyrs anglais l'ayant remplacé.

L'église abbatiale de Whalley
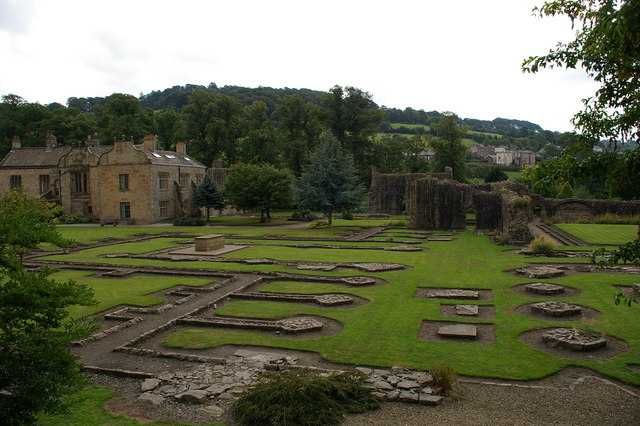
Les fondations de l'église, vues depuis la porte fortifiée. Au premier plan le transept nord, à gauche l'autel et le chœur, au fond le transept sud et l'ail des moines.
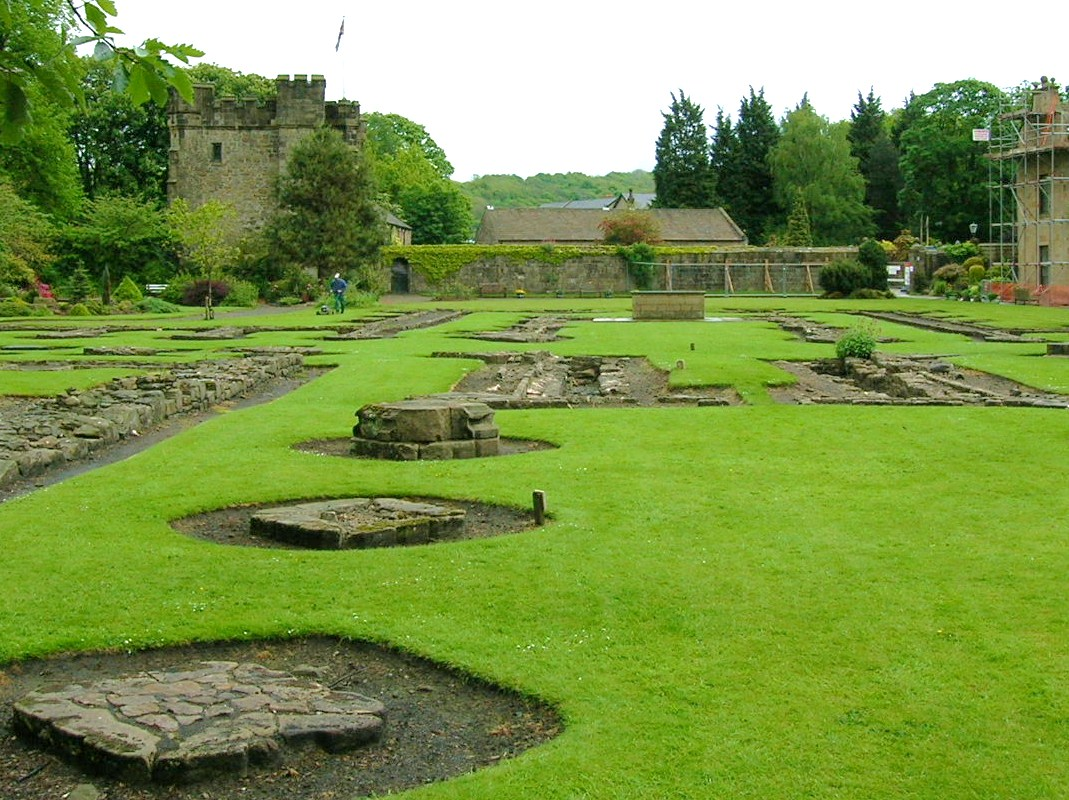
Les restes de l'église abbatiale, vus depuis la nef en direction du chœur ; au second plan, les stalles des moines et l'autel en arrière-plan.

### Le cloître et les bâtiments conventuels

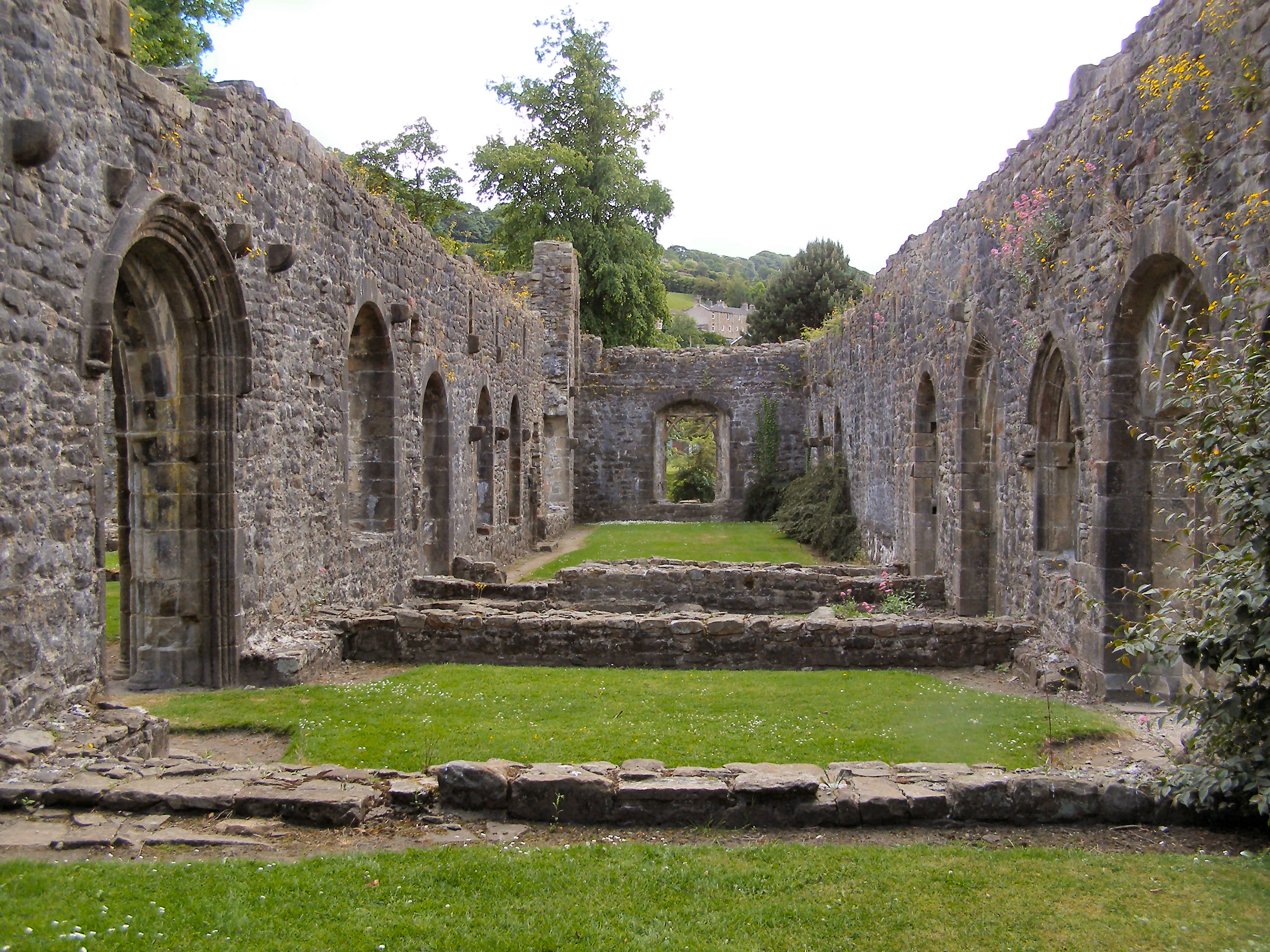
Le rez-de-chaussée du bâtiment des moines, vu depuis la sacristie. Au second plan, le vestibule de la salle capitulaire, puis le parloir, puis la salle des moines.

Le reste des bâtiments conventuels, groupés autour du cloître, sont les parties les plus tardives du monastère, que les moines n'achèvent que vers 1440. Le cloître mesure environ 37 mètres sur 35 mètres. La plupart des bâtiments qui l'entouraient ont été détruits, mais certains subsistent jusqu'à une hauteur approximative de quatre mètres. Suivant l'habitude cistercienne, l'aile orientale abritait, en s'éloignant de l'église, la sacristie, la salle capitulaire, le parloir et la salle des moines, la seule comprenant une cheminée pour les mois d'hiver. La salle capitulaire est ici inhabituelle, aussi bien par la présence d'un vestibule que par sa forme octogonale inhabituelle et son emplacement au-delà de l'aile des moines proprement dite. Mais le vestibule en est la seule partie restante, la salle capitulaire proprement dite ayant été rasée jusqu'aux fondations comprises. Dans la partie méridionale de cette aile est était situé un passage allant du cloître vers le logis de l'abbé et l'infirmerie. Juste à côté se situait l'escalier de jour menant au dortoir des moines, qui occupait le premier étage de cette aile.
L'aile sud étant flanquée, du côté du cloître, d'un lavabo qui servait aux moines pour les ablutions entre le moment du travail et celui du repas. Le réfectoire occupait une partie de l'aile sud, mais il n'en reste que l'entrée. Jouxtant ce dernier, les cuisines ne sont également rappelées que par une porte.

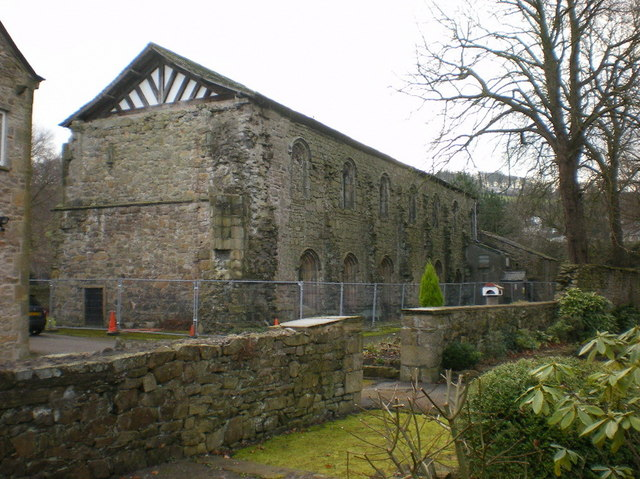
Le bâtiment des convers, partie la mieux conservée de l'abbaye de Whalley.

L'aile occidentale était celle des frères convers. C'est de loin la partie la mieux préservée de l'abbaye, qui conserve ses deux étages et sa couverture. À l'époque monastique, elle abritait le réfectoire des convers au rez-de-chaussée et le dortoir qui leur était réservé à l'étage. L'angle sud-est de ce bâtiment abritait les latrines de l'abbaye, à l'endroit le plus proche de la rivière.